# Gornja Bistrica
Gornja Bistrica este o localitate din comuna Črenšovci, Slovenia, cu o populație de 701 locuitori.